# La descrizione di un attimo
La descrizione di un attimo, pubblicato nel 2000, è il quinto album dei Tiromancino.

## Tracce
1. Il peggio non è tranquillo – 4:18 (Federico Zampaglione, Francesco Zampaglione, Riccardo Sinigallia)
2. Strade (feat. Riccardo Sinigallia) – 3:32 (Federico Zampaglione, Francesco Zampaglione, Riccardo Sinigallia)
3. La descrizione di un attimo – 4:29 (Federico Zampaglione, Francesco Zampaglione, Riccardo Sinigallia)
4. Due destini – 4:38 (Federico Zampaglione, Riccardo Sinigallia)
5. La distanza – 6:21 (Federico Zampaglione, Francesco Zampaglione, Riccardo Sinigallia)
6. Muovo le ali di nuovo – 4:51 (Federico Zampaglione, Francesco Zampaglione, Riccardo Sinigallia, Sebastiano Ruocco, Laura Arzilli)
7. So – 4:14 (Federico Zampaglione, Francesco Zampaglione, Riccardo Sinigallia)
8. L'anima – 3:22 (Federico Zampaglione, Riccardo Sinigallia, Emiliano Di Meo, Francesco Valente, Cristiano Malgioglio)
9. Il pesce – 4:14 (Federico Zampaglione, Francesco Zampaglione, Riccardo Sinigallia, Laura Arzilli)
10. Roma di notte (feat. Riccardo Sinigallia & Frankie hi-nrg mc) – 5:28 (Federico Zampaglione, Francesco Zampaglione, Riccardo Sinigallia, F. Di Gesù)

## Formazione
- Federico Zampaglione: chitarra elettrica, basso, tastiere, voce
- Francesco Zampaglione: chitarra elettrica, campionatore
- Laura Arzilli: basso, cori
- Riccardo Sinigallia: programmazione campionatori e tastiera, chitarra elettrica, basso, voce
- Francesco Valente: mandolino, chitarra acustica
- Alessandro Canini: batteria
- Emiliano Di Meo: programmazione campionatore
- Daniele Sinigallia: chitarra feedback
- Lorenzo Feliciati: basso
- DJ Stile: scratch
- Ice One: scratch

## Classifiche

### Classifiche settimanali
| Classifica (2001) | Posizione massima |
| ----------------- | ----------------- |
| Italia            | 10                |

### Classifiche di fine anno
| Classifica (2001) | Posizione |
| ----------------- | --------- |
| Italia            | 47        |